# Братская могила советских воинов (Зализничное)
Братская могила советских воинов — памятник Великой Отечественной войны в Долгинцевском районе города Кривой Рог Днепропетровской области.

## История
В феврале 1944 года части 20-й гвардейской стрелковой дивизии 46-й армии освободили посёлки Железнодорожников и имени Калинина от фашистских оккупантов. В братской могиле похоронены советские воины, погибшие при освобождении посёлков.
9 мая 1956 года на братской могиле был установлен памятник, созданный на Запорожском художественно-производственном комбинате.
Решением № 278 исполнительного комитета Криворожского городского совета от 14 августа 2013 года, в 2014—2015 годах были проведены ремонтные работы: установлена стела «Звезда» и заменены две памятные плиты.

## Характеристика
Расположена по Живописной улице (ранее Искровской) в Зализничном в Долгинцевском районе, рядом со средней школой № 89.
Представляет собой прямоугольную бетонную стелу размерами 3,1×2,4×0,2 м в обрамлении сваренных металлических углов. В центре сквозное отверстие звезды размерами 2,6×2,6 м с аналогичных металлических углов. Стела размещена на бетонной платформе размером 4,7×1,7×0,7 м. На платформе расположен вечный огонь. На расстоянии 1,7 м от платформы находится клумба размерами 13,6×2,6 м, в северной части которой лежит 6 трапециевидных надгробий из «мраморной крошки» с именами погибших, размеры 1,5×0,55 м.
По состоянию на 2017 год, согласно списку увековеченных воинов, известны данные по 91 погибшему военнослужащему. Согласно данным Долгинцевского райвоенкомата за 1992 год в братской могиле похоронены 93 военнослужащих.